# Tetragnatha mabelae
Tetragnatha mabelae är en spindelart som beskrevs av Arthur M. Chickering 1957. Tetragnatha mabelae ingår i släktet sträckkäkspindlar, och familjen käkspindlar. Inga underarter finns listade i Catalogue of Life.